# Uromycladium tepperianum
Uromycladium tepperianum är en svampart som först beskrevs av Pier Andrea Saccardo, och fick sitt nu gällande namn av Daniel McAlpine 1906. Uromycladium tepperianum ingår i släktet Uromycladium och familjen Pileolariaceae.   Inga underarter finns listade i Catalogue of Life.